# خدرنق جيجيانغي
خدرنق جيجيانغي (الاسم العلمي: Cheiracanthium zhejiangense) هو نوع من العناكب يتبع جنس الخدرنق من الفصيلة العناكب الكيسية.